# 박성우 (만화가)
박성우(朴晟佑, 1972년 7월 7일 ~ )는 대한민국의 만화가이다. 부산광역시 출생.

## 약력
동아대학교 회화(繪畵)과를 전공하였다. 그 후 대학을 중퇴하고 만화동아리에 들어가 게임잡지 《겜통》 등에 판타지 만화를 연재하기도 했다
이후 1993년에 만화잡지 《아이큐점프》에 《팔용신전설》을 연재하면서 공식적으로 데뷔했는데 이 작품은 본인(박성우)의 군 입대 때문에 허술하게 끝을 냈고 1998년 3월 서울문화사의 자회사로 설립되어 2001년 4월 서울문화사에 흡수합병된 대여점용 만화단행본 전문회사 서울미디어랜드에서 뒷날 <팔용신전설 클래식>(총 6권)이란 이름으로 재출간됐다. 판타지, 무협 위주의 장르로 현재까지도 활발한 활동을 보이고 있으며, 대표작으로는 《천랑열전》, 《나우》 등이 있다.

## 특이사항
박성우는 STUDIO ZERO라는 팀명을 내걸고 작업하는 팀 방식의 만화가로 알려져 있다. 이는 일본의 클램프와 유사한 방식으로, 만화창작에 필요한 일련의 작업을 영역별로 나누어, 구성원들은 각자 자신이 있는 특기 분야를 분담하여 작업한다. 여기서 박성우는 작품구상, 작화를 담당하며 그외 모든 공정을 관리하는 감독의 역할이다.

## 주요작품
- 팔용신전설 (八龍神傳說)
  - 팔용신전설 클래식
  - 팔용신전설 플러스(서울미디어랜드에서 99년 여름 창간한 주간 소년만화잡지 <히트>에 창간호부터 연재했고 1권부터 잡지 연재를 하지 않은 채 단행본으로 출간해 왔지만 5권부터 <히트> 잡지 연재 형식으로 바뀌었는데 이 잡지는 만화시장의 불황 탓인지 2000년 5~6호 합본호(통권 33~34호)를 끝으로 잠정 휴간했으며 그 해 봄 7호(3월 15일)(통권 35호)부터 발행이 재개된 동시에 격주간(1일,15일 발간)으로 전환한 한편 2000원으로 인상하는 등 변화를 시도했지만 결국 그 해 19호(통권 47호)를 끝으로 폐간되었고 서울미디어랜드는 2001년 4월 서울문화사에 흡수합병됐으며 그 탓인지 10권부터 서울미디어랜드에서 세주문화사로 단행본 회사가 변경됐는데 원고 분실-출판사 부도 등의 이유 탓인지 19권 이후 미완결로 끝남)
- 천랑열전 (天狼熱戰)
- 나우 (儺雨, NOW)
- 페이건즈
- 흑신 (黑神) - 일본 《영 간간》 연재 (글 : 임달영)
- 제로-시작의 관 - (글 : 임달영)
- 제로-흐름의 원 - 같은 이름의 원작 게임이 발매될 시기에 발매된 1권 분량의 단행본.
- CYBER DOLL
- 메테오 엠블럼 - 일본 《월간 소년 간간》 2008년 7월호 ~ 2009년 5월호
- 아니마 칼 리브스 - 일본 《울트라 점프》 2008년 12월호부터 연재중